# Los Chuquis
Los Chuquis fue un programa infantil producido por Selecta Visión y emitido por Telecinco desde el año 1998 hasta 2004 en diferentes formatos emitidos los fines de semana a las 09:00 de la mañana. Sus personajes eran muñecos que cobraban vida gracias a actores y manipuladores.

## Personajes

### Principales
- Peludo: la apariencia del personaje mezcla la de un orangután, un oso y un toro, está lleno de pelo marrón, tiene dos cuernos de los que cada punta va hacia una dirección diferente a la otra y cejas moradas. Se viste con una equipación de baloncesto de color amarillo y morado. Es el presentador del noticiario y es el encargado de inculcar a la audiencia la importancia de la lectura. Su voz se la ponía Jaime Roca
- Nata: la apariencia del personaje es la de un monstruo de piel azul, nariz y cejas grandes y cabello morado. Se viste con un suéter rosa con un pañuelo de un rosa más oscuro con un círculo amarillo estampado.Con una actitud alocada y tierna, Nata circula a través de la tierra, mar y aire acompañadas de algunas especies con problemas. Es el personaje ecologista del programa. Su voz era la de Julia Martínez.
- Bichobobo: su apariencia es de medio pollo y medio dinosaurio; es un reptil de piel verde, nariz grande y orejas puntiagudas y con cola. Es un bebé monstruo tímido que tiene que intentar salir del huevo y mirar la vida de cara. Bajo el lema "no tengas miedo a nada", Bichobobo demuestra que todo está a su alcance  y que conseguirlo solo depende de uno mismo. Se viste con una sudadera de color rojo y blanco y con sus iniciales bordadas en el lado izquierdo de esta. Bichobobo era interpretado por Jaime Roca.
- Caraculo: es un gusano de dos cabezas de piel amarilla. Cara, el personaje de la izquierda, tenía una cara con una sonrisa de oreja a oreja y con grandes cejas y se vestía con un traje de color marrón y blanco con corbatín. Culo, el personaje de la derecha, tenía orejas puntiagudas, ojos rasgados y boca seca y sin dientes y se vestía con un traje de color marrón y blanco con pajarita. Este par de personajes son los encargados de ensalzar el sentido del humor como herramienta básica de contraataque. Caraculo era interpretado por Marta Barriuso y Julia Martínez.
- Gelatina: la apariencia del personaje era la de un monstruo amorfo verde que solo tenía cejas, ojos y boca. Es capaz de transformarse  en cualquier objeto y es la encargada de explicar la fugaz importancia de lo material frente a la verdadera satisfacción que supone el descubrir el interior de las pequeñas cosas. A Gelatina le ponía voz Marta Barriuso.

### Secundarios
- Malagata/Melosa: la apariencia del personaje era la de un monstruo con apariencia de gata pelirroja, orejas puntiagudas y ojos azules y verdes, según sea buena o mala. Malagata quería terminar de una vez por todas con las Monstruonoticias. Malagata era interpretada por Mónica Bilbao.
- Pelón: la apariencia del personaje era la de un monstruo con cara de pocos amigos, con pelo gris cubriéndole todo el cuerpo y un cuerno en la cabeza. Pelón era el secuaz de Malagata y era enviado por ella para llevar a cabo sus malvados planes contra los Chuquis y las Monstruonoticias. La voz de Pelón era la de Juan Serrano.
- Corominas: la apariencia del personaje era la de una rata con bata blanca. Corominas era el ayudante de Bichobobo en su laboratorio y siempre se metía con él y con sus inventos. Corominas era interpretado por José Antonio Duque.
- Felisa: la apariencia del personaje era la de una rata hembra con rulos en su cabeza. Felisa era la mujer de Corominas y siempre estaba rondando por laboratorio del profesor Bichobobo regañándoles y metiendo el ozico en todos sus asuntos. Felisa tenía la voz de Julia Martínez.

## Formatos
Durante los 6 años que los Chuquis estuvieron en antena, han protagonizado varios programas para las mañanas de fin de semana.

### Los Chuquis (Videoclips) (1998-2000)
Desde 1998 hasta 2000, los Chuquis, en su versión de dibujos animados animado por el estudio Animandus S.L., protagonizaron una serie de vídeos musicales de 60 segundos de duración con una misma sintonía pero con diferentes letras. En estos videoclips, los personajes mostraban diferentes valores para la vida como la importancia de la lectura, la superación de los miedos o el saber jugar limpio. Los videoclips terminaban con todos los personajes reunidos y con Peludo lanzando a Gelatina a la cámara.

### Monstruonoticias (2000-2003)
En el año 2000, los Chuquis presentaron su primer programa, las Monstruonoticias, un informativo infantil que mostraba a los niños el mundo en el que viven de una manera entretenida y educativa. Durante las 4 temporadas que duró el programa, las Monstruonoticias pasó por varias etapas.

#### 1ª Etapa
Los Chuquis empezaron a presentar las Monstruonoticias en un escenario real y sin ropa.

#### 2ª Etapa
Los Chuquis continuaron presentado el programa en el mismo escenario real pero empezaron a llevar ropa, a excepción de Gelatina. Empezaron a aparecer en el programa nuevos personajes como Malagata/Melosa que se hacía pasar por amiga de los Chuquis pero, en realidad, quería acabar con su programa, para ello mandaba a su secuaz, Pelón, a llevar a cabo malvados planes para cerrar el programa.

##### El Laboratorio del Profesor Bichobobo
Bichobobo llegó a tener su propia sección en la que, junto con la rata Corominas y su mujer Felisa, inventaba nuevos y ridículos aparatos. En el programa también aparecía Bolo, el reportero de las Monstruonoticias que informaba de todas las cosas curiosas que se encontraba en la Tierra. Bichobobo, además de crear nuevos inventos, también viajaba en el tiempo hacia los momentos más importantes de la historia como la llegada del hombre a la luna, la antigua Grecia, la invención de coche, etc. La sección terminaba con La Ratonera, un miniespacio donde la rata Corominas, dentro de un cubo de basura, se hacía las preguntas absurdas que más le preocupaban y nunca le dejaban terminar.

#### 3ª Etapa
Los Chuquis continuaron presentando el programa con la misma vestimenta pero sustituyendo el escenario real por un escenario digital y cambiándoles el color de sus ojos. En esta nueva etapa había nuevas secciones como un concurso Pokémon con Peludo, curiosidades sobre el arte, los seres mitológicos y el deporte de la mano de Melosa y cuentos con Caraculo. Además, durante el programa aparecía Bobo, un monstruo peludo rojo que formulaba a los espectadores una pregunta para que estos intentaran resolverla y que siempre terminaba golpeándose a sí mismo. El Laboratorio del Profesor Bichobobo continuaba mostrando los inventos más ridículos de Bichobobo, nuevas curiosidades sobre la Tierra, nuevos momentos históricos y nuevas preguntas absurdas de Corominas.

### Cosas de Monstruos (2004)
En el año 2004, los Chuquis abandonaron su lugar de origen, Monstruo Ciudad, para ir a la Tierra a presentar Cosas de Monstruos, un nuevo programa donde volvieron a presentar desnudos, menos Nata y Bichobobo que llevaban Buffs. En este nuevo programa introdujeron nuevas secciones como una TeleTienda donde exponían los productos más variados a un precio escandaloso, viajes a los lugares más curiosos de la Tierra como videoclubs, ópticas o museos, y la sección ¡¡A que Mola!!, un noticiario donde Peludo y Nata daban las últimas novedades sobre lo que más mola en la Tierra.

##### Desastres Monstruosos
Desastres Monstruosos fue una sección donde se veían las tomas falsas de los Chuquis mientras grababan el programa Cosas de Monstruos.

## Película
En el año 2002, los Chuquis lanzaron su propia película directamente en VHS. En esta película, los personajes de las Monstruonoticias eran absorbidos por unos extraños personajes procedentes de otra galaxia y en la que cada personaje daba su versión de los mejores momentos del programa.